# Derek Hagan
Derek Steven Hagan Jr. (Northridge, 21 settembre 1984) è un giocatore di football americano statunitense che gioca nel ruolo di wide receiver per i Tampa Bay Buccaneers della National Football League. Fu scelto nel corso del terzo giro (82º assoluto) del Draft NFL 2006 dai Dophins. Al college giocò a football all'Arizona State University.

## Carriera professionistica

### Miami Dolphins
Hagan fu scelto nel corso del terzo giro del Draft 2006 dai Miami Dolphins. Il 28 luglio firmò un contratto quadriennale per un valore di 2,317 milioni di dollari di cui 707.000 di bonus alla firma. Debuttò nella NFL il 7 settembre 2006 contro i Pittsburgh Steelers. Nel suo primo anno fu il 4º wide receiver della squadra, purtroppo a causa dei suoi drop nelle ricezioni le sue prestazioni non furono soddisfacenti.
Il 5 novembre 2008 venne svincolato.

### New York Giants
Il 17 dicembre 2008 firmò con i Giants un contratto biennale del valore di 1,195 milioni di dollari. Il 4 settembre 2010 venne svincolato ma il 16 novembre rifirmò con i Giants dopo l'infortunio del wide receiver Ramses Barden.

### Oakland Raiders
Il 6 agosto 2011 firmò con i Raiders, ma il 3 novembre venne svincolato per dare spazio al wide receiver T. J. Houshmandzadeh.

### Buffalo Bills
Il 23 novembre 2011 firmò un contratto annuale con i Bills, giocando con loro 4 partite di cui una da titolare.
Nella stagione successiva rifirmò Il 19 marzo un altro anno per 765.000 dollari di cui 50.000 di bonus alla firma. Il 31 agosto prima della stagione regolare venne svincolato.

### Oakland Raiders
Il 6 settembre 2012 firmò di nuovo con i Raiders un contratto annuale per 700.000 dollari. Ma prese parte a pochi giochi offensivi.

### Tampa Bay Buccaneers
Il 13 giugno 2013 firmò con i Buccaneers.

## Vittorie e premi
- Nessuno

## Statistiche
| Partite totali                   | 83    |
| Partite totali da titolare       | 10    |
| Yard su ricezione                | 1.480 |
| Touchdown su ricezione           | 6     |
| Yard su ritorno di kick off      | 25    |
| Touchdown su ritorno di kick off | 0     |
| Tackle totali                    | 28    |

Statistiche aggiornate al termine della stagione 2012